# Peter Brix
Peter Brix (* 20. Oktober 1918 in Kappeln; † 21. Januar 2007 in Heidelberg) war ein deutscher Kernphysiker.

## Leben
Brix wurde 1918 in Kappeln an der Schlei in Schleswig-Holstein geboren und machte dort 1936 sein Abitur. Von 1936 bis 1940 studierte er in Kiel, Berlin und Rochester in den USA Physik. Von 1940 bis 1944 musste er in der Wehrmacht Kriegsdienst leisten. Von 1944 bis 1952 war er Assistent bei dem Experimentalphysiker Hans Kopfermann in Göttingen. Er wurde 1946 bei Wilhelm Walcher mit einer Arbeit Über die photographische Wirkung mittelschneller Protonen promoviert und habilitierte sich 1952. Anschließend ging er als Postdoc nach Ottawa (Kanada). Danach wurde er Privatdozent an der Universität Heidelberg. Im Jahr 1957 begründete er das Institut für Kernphysik an der Technischen Hochschule Darmstadt, dessen Leiter er bis 1972 war. Danach war er Direktor am Max-Planck-Institut für Kernphysik in Heidelberg und ordentlicher Professor an der Universität Heidelberg. 1986 wurde er emeritiert. Im Jahr 1975 wurde er zum Mitglied der Gelehrtenakademie Leopoldina gewählt. Seit 1973 war er ordentliches Mitglied der Heidelberger Akademie der Wissenschaften.
Wissenschaftlich war Brix vor allem mit der experimentellen Bestimmung von Kernradien, Kernmomenten und Kernanregungen in Erscheinung getreten und beschäftigte sich später mit Mößbauer-Spektroskopie in Kern- und Festkörperphysik.
In seinen späten Schaffensjahren wandte er sich der Schwerionenphysik zu.
Der Elektronen-Linear-Beschleuniger DALINAC in Darmstadt geht vor allem auf seine Initiative zurück, ebenso wie der Nachbeschleuniger am MPI für Kernphysik in Heidelberg. Er war maßgeblich an der Gründung der Gesellschaft für Schwerionenforschung (GSI) in Darmstadt beteiligt.

## Schriften (Auswahl)
- Peter Brix, Carsten Salander: The Discovery of Uranium Fission Its Intricate History and Far-Reaching Consequences. In: Interdisciplinary Science Reviews. Band 15, Nr. 4, Dezember 1990, S. 314–326, doi:10.1179/isr.1990.15.4.314 (englisch).

## Links und Quellen
- Literatur von und über Peter Brix im Katalog der Deutschen Nationalbibliothek
- Roland Engfer, Albrecht Goldmann, Eberhard Jaeschke: Nachruf auf Peter Brix. In: Physik Journal. Band 6, Nr. 04, 2007, S. 47 (pro-physik.de [PDF]).
- Nachruf auf Peter Brix der Universität Heidelberg abgerufen am 12. Januar 2013
- Hans-Arwed Weidenmüller: Peter Brix – 25. Oktober 1918 – 21. Januar 2007 (Nachruf auf Brix), in: Jahresbericht der Max-Planck-Gesellschaft 2007, Beilage, S. 14 (PDF).